# Международный аэропорт Доха
Международный аэропорт До́ха (араб. مطار الدوحة الدولي‎, англ. Doha International Airport), (ИАТА: DIA, ИКАО: OTBD) — бывший гражданский и коммерческий аэропорт. Он находился в столице Катара — Дохе. И был заменён в 2014 году современным Международным аэропортом Хамад. До закрытия аэропорт (наряду с семью другими) имел рейтинг «три звезды» по версии британской исследовательской компании Skytrax.

## Общие сведения
Инфраструктура Международного аэропорта Доха включала в себя три соединённых между собой корпуса пассажирского терминала, 60 стоек регистрации, 5 багажных каруселей и автомобильную стоянку на более, чем 1000 мест. В здании терминала находятся три мечети, несколько ресторанов, магазины беспошлинной торговли; действует бесплатный Wi-Fi.
Аэропорт эксплуатирует одну взлётно-посадочную полосу длиной 4572 метров, являющуюся одной из самых длинных ВПП среди всех коммерческих аэропортов мира. Количество стояночных мест для воздушных судов в аэропорту — 42 единицы.
Инфраструктура Международного аэропорта Доха рассчитана на пропускную способность в 12 млн пассажиров в год, что при нынешних темпах развития пассажирских перевозок в регионе является явно недостаточным. Здание аэропорта реконструировалось несколько раз, в конечном итоге было принято решение о строительстве нового аэропорта Международный аэропорт Хамад, который был открыт 30 апреля 2014 года.
Международный аэропорт Доха до 2014 года был базовым аэропортом для национального авиаперевозчика Qatar Airways.

## Статистика
Начиная с 1998 года Международный аэропорт Доха показывает устойчивый рост показателей пассажирского и грузового оборота. По данным статистики за 2007 услугами аэропорта воспользовалось более 14 млн человек. Абсолютный рост по данному показателю составил 22,1 %, что является самым высоким индексом роста среди всех коммерческих аэропортов мира.
| Год  | Всего пассажиров | Всего грузов (тонн) | Всего грузов (тыс. фунтов) | Число взлётов/посадок |
| ---- | ---------------- | ------------------- | -------------------------- | --------------------- |
| 1998 | 2 100 000        | 86 854              |                            |                       |
| 1999 | 2 300 000        | 62 591              |                            |                       |
| 2002 | 4 406 304        | 90 879              | 200 351                    | 77 402                |
| 2003 | 5 245 364        | 118 406             | 261 037                    | 42 130                |
| 2004 | 7 079 540        | 160 088             | 352 930                    | 51 830                |
| 2005 | 9 377 003        | 207 988             | 458 530                    | 59 671                |
| 2006 | 11 954 030       | 262 061             | 577 739                    | 103 724               |
| 2007 | 14 930 252       | 358 933             | 791 303                    | 117 098               |

## Авиакомпании и пункты назначения

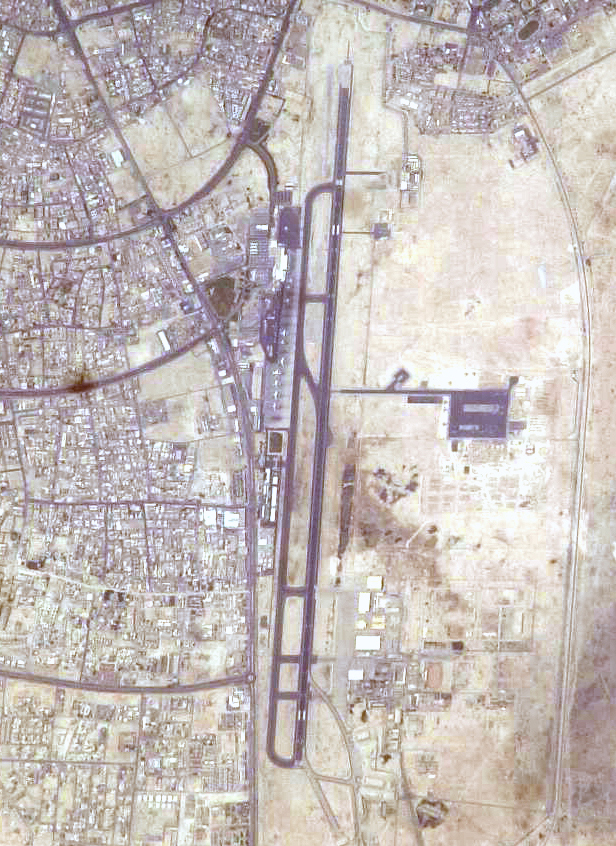
Международный аэропорт Доха

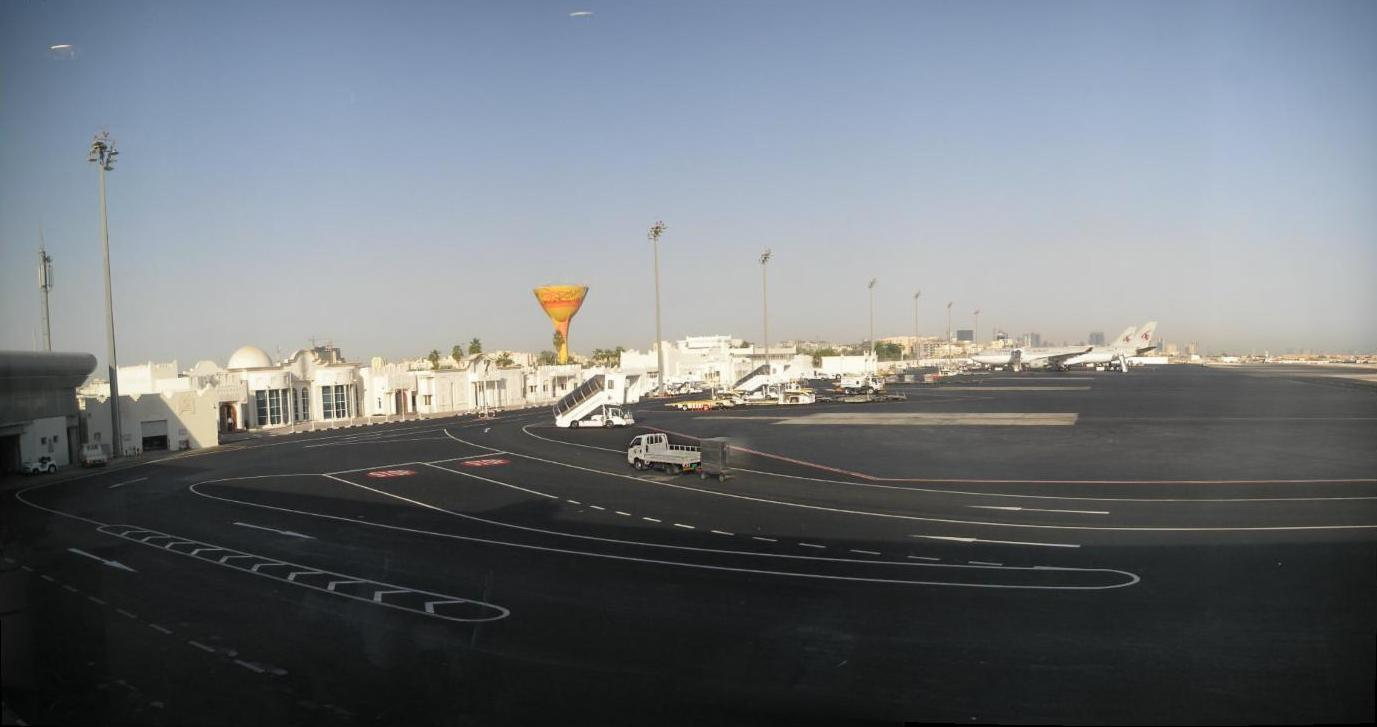
Панорама аэропорта из здания главного терминала. Слева расположено здание для VIP-персон, на заднем плане — лайнеры авиакомпании Qatar Airways

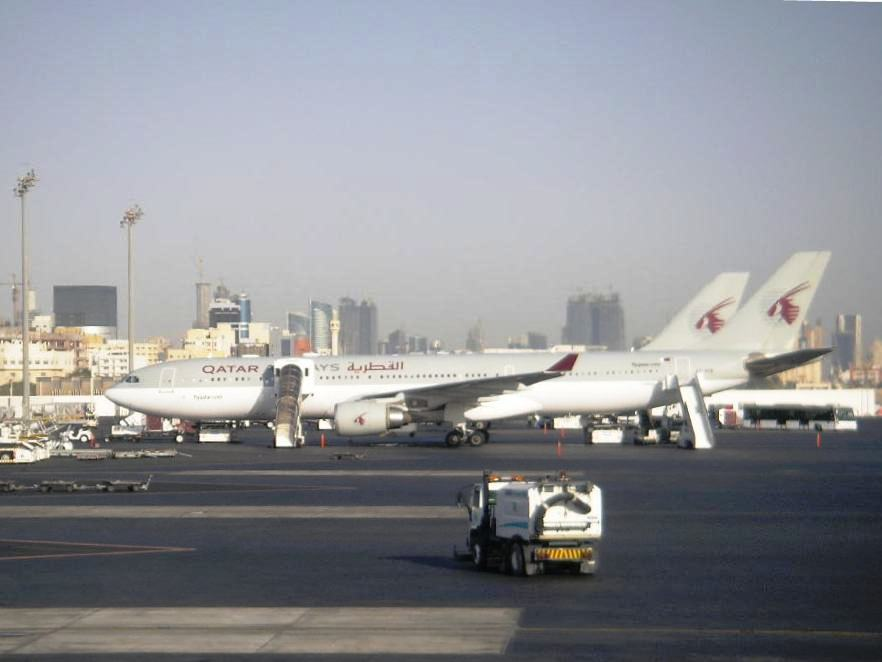
Международный аэропорт Доха — главный хаб авиакомпании Qatar Airways

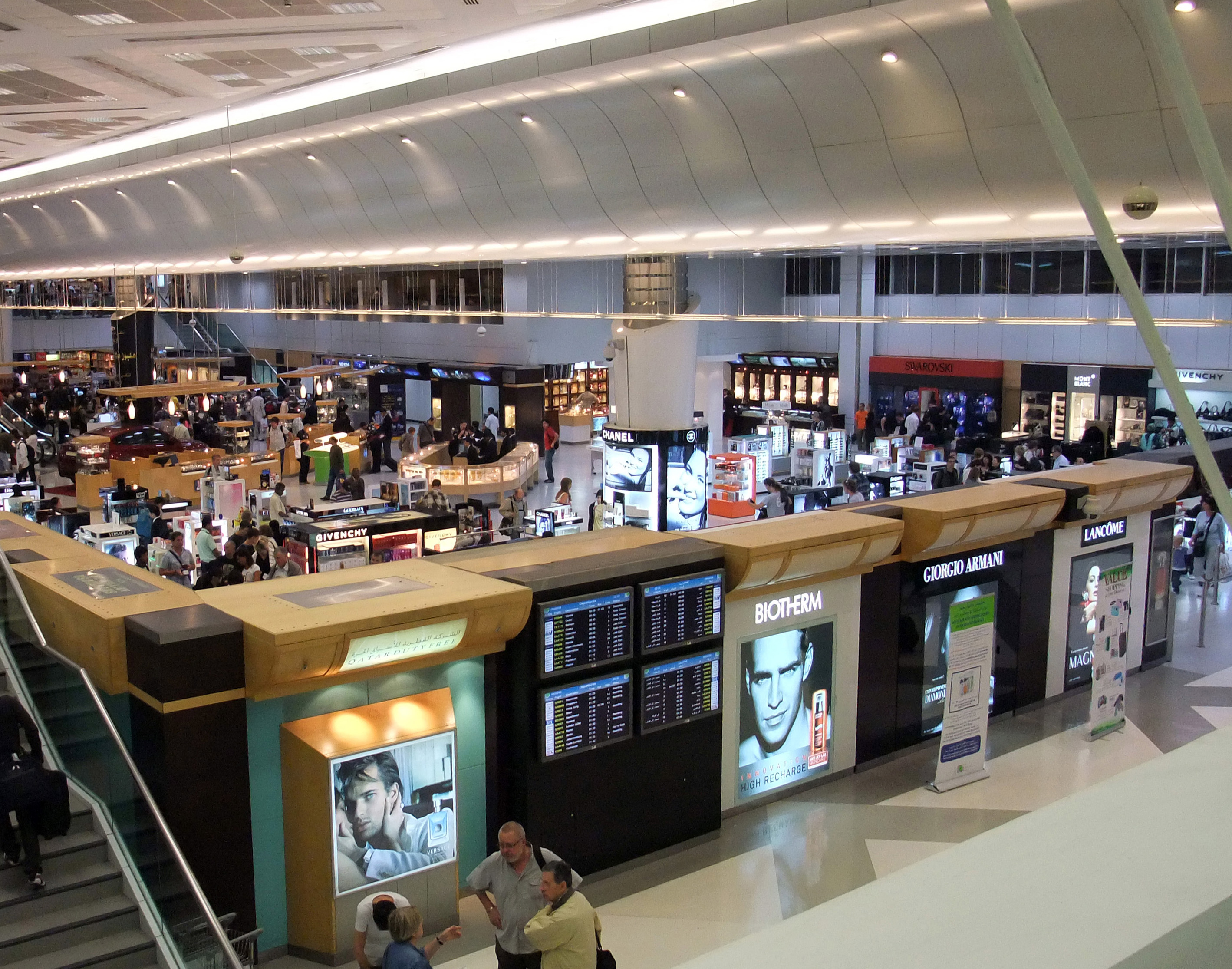
Зона беспошлинной торговли аэропорта

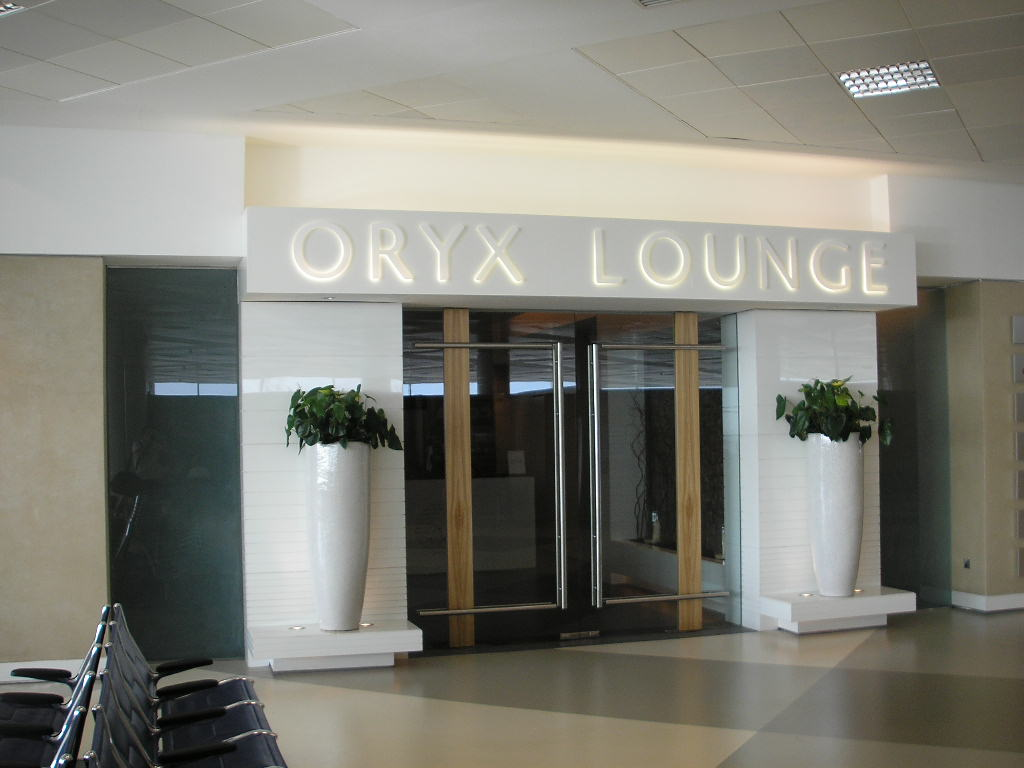
Зал «Oryx Lounge» для пассажиров первого и бизнес-классов

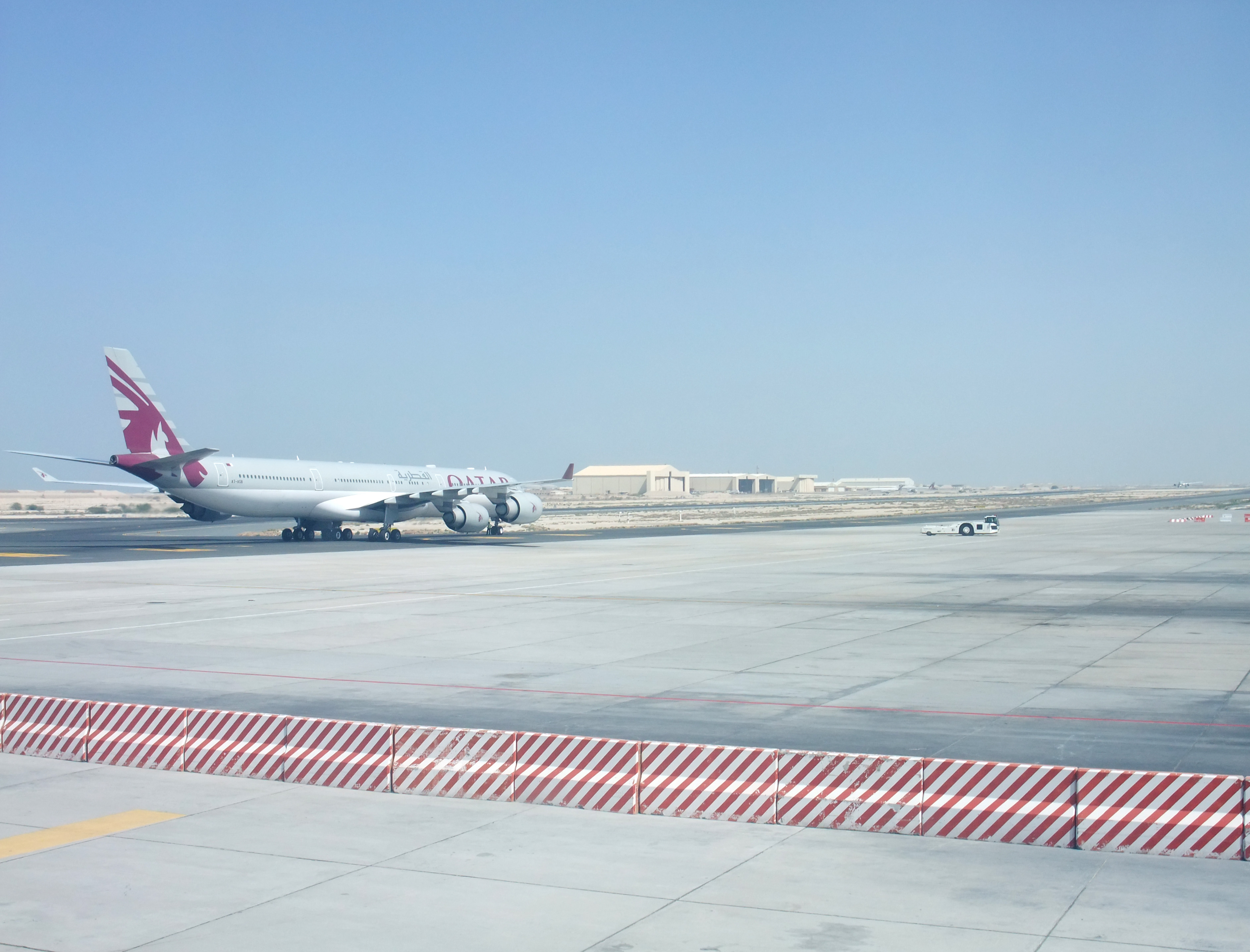
Взлётно-посадочная полоса аэропорта